# Sipa
En la mitología cucapá, Sipa fue uno de los dos hermanos que dan origen al mundo y al orden de las cosas. 

## Historia
Hermano gemelo de Komat, Sipa nació bajo el agua y gracias a una bocanada de un cigarrillo que fumaba su hermano, surgió a la vida.
Junto a su hermano, buscaron un lugar para la creación de los seres vivos, no solamente cucapás, sino todos los habitantes del mundo a través del barro. Así, cuenta la leyenda que " el mundo no había tierras. Enseguida los hermanos pidieron a las hormigas rojas voladoras, que excavaran en el interior de la Tierra para hacer que las aguas bajaran y pudiera haber tierra donde vivir. En la Tierra se formaron entonces varios lugares secos. Los dos hermanos comenzaron a formar muñecos de barro que serían hombres sobre la Tierra".
A pesar de que Sipa era el único gemelo que tenía el sentido de la vista, las mejores creaciones surgían de su hermano Komat. Por tal razón, le robaba sus creaciones sin que este se diera cuenta.
Sipá era conocido como el dios malo pero transformó su conducta negativa de manera forzada pero eficaz con la partida de Komat; haciéndose cargo de esos seres, los humanos, creados por su hermano.